# Dasyatis acutirostra
Dasyatis acutirostra es una especie de pez de la familia Dasyatidae en el orden de los Rajiformes.

## Morfología
• Los machos pueden llegar alcanzar los 10,6 cm de longitud total.

## Reproducción
Es ovíparo.

## Hábitat
Es un pez de mar y de clima tropical y demersal que vive entre 53 a 142 m de profundidad.

## Distribución geográfica
Se encuentra en el Pacífico: Ecuador, Japón y Corea.

## Observaciones
Es inofensivo para los humanos.